# Fischheilkunde
Die Fischheilkunde ist ein Teilbereich der Veterinärmedizin. Der Aufgabenbereich des Fachgebietes ist weitgefächert: Es befasst sich neben der Untersuchung von Fischen, der Diagnose, Therapie und Prophylaxe der Fischkrankheiten sowie mit einer Vielzahl weiterer Aspekte. Hierzu zählen insbesondere die Teichwirtschaft, die Seuchenbekämpfung, die Physiologie von Fischen, Abwasserbiologie und Toxikologie (soweit sie auf Fische Einfluss nehmen), Fragen zu Immunologie und Hygiene sowie teichwirtschaftliche Produktionslehre und Schadensberechnung bei Fischgewässern.
Erste Ansätze zur Untersuchung von Fischkrankheiten sind bis etwa 1450 v. Chr. nachweisbar. In Deutschland wurde das erste Lehrbuch über Fischkrankheiten vom Zoologen und Fischkundler Hofer im Jahr 1904 veröffentlicht. Gleichwohl nimmt die Ausbildung für diesen Fachbereich an den veterinärmedizinischen Bildungsstätten nur eine Randstellung ein.
Deutschlandweit gibt es etwa 25 Fachtierärzte für Fische, welche sich in einer Zusatzausbildung besonders für die Behandlung von Fischen spezialisiert haben (Ritter, 2007). Im administrativen, untersuchenden und beratenden Bereich sind die Fischgesundheitsdienste oder analoge Einrichtungen der Bundesländer tätig. Dort sind auch die meisten der Fachtierärzte beschäftigt, nur vereinzelt auch an Universitäten, bei Firmen oder als Amtstierärzte. Aus wirtschaftlichen Gründen arbeiten nur ganz wenige Fachtierärzte für Fische selbständig.